# Flashlube
Flashlube (původně Flash Lube) jsou značková australská motorová aditiva do pohonných hmot dieselových, benzinových a LPG/CNG motorů a do motorových olejů (tj. olejová aditiva).

## Historie
Aditiva Flashlube začal v Austrálii koncem sedmdesátých let 20. století vyvíjet německý vědec Dr. Wolfgang Kluenner. Všiml si totiž, že dosavadní motorová aditiva oproti jiným motoristickým potřebám nedoznala za uplynulá desetiletí žádného vývoje. Většina prodávaných aditiv proto neodpovídala moderním ekologickým a bezpečnostním parametrům. Kluenner v roce 1979 vytvořil moderní aditiva, která jsou nehořlavá, nevýbušná, nejedovatá a šetrná k životnímu prostředí.

## Značka
S postupným nárůstem prodeje prvního aditiva Flashlube a prvního dávkovače nakonec Wolfgang Kluenner výsledky své duševní práce spolu s veškerými patenty prodal stabilní automobilové společnosti Don Kyatt, která je jejich současným držitelem. Vlastníkem obchodní značky Flashlube je australská společnost Don Kyatt. V jednotlivých zemích zastupují její zájmy autorizovaní distributoři.

## Rozšířenost, spolehlivost a testy
Podle zjištění motoristického čtrnáctideníku AUTO 7 z dubna 2012 jsou motorová aditiva Flashlube nejznámějším motorovým aditivem
pro vozidla s pohonem na plyn.
Společnost Flashlube je pro svá motorová aditiva nebo pro své dávkovače motorových aditiv držitelem významných oborových nebo spotřebitelských ocenění. Aditiva Flashlube disponují certifikáty Reach EU i Bezpečnostními listy EU.
Flashlube Valve Saver Fluid je celosvětově zřejmě jediné motorové aditivum do LPG, které má certifikaci pro silniční zkoušky (Road test). Terénní testy na silnici přitom oproti laboratornímu testování, kdy nejsou brány v úvahu změny dávkovačů v měnících se jízdních podmínkách, mnohem spolehlivěji ukazují, jaký vliv mají aditiva na chod motoru v běžném provozu. Opakovaná měření uznávané spotřebitelské sdružení TÜV (nejprestižnější německé spotřebitelské sdružení)[zdroj?] a zkušebny Hochschule für Technik und Wirtschaft des Saarlandes (HTW) v německém Sársku[zdroj?] prokázaly zásadní pozitivní vliv aditiva Flashlube na provoz u vozidel na LPG.